# دهستان مهیار
دهستان مهیار دهستانی در بخش مرکزی شهرستان قائنات استان خراسان جنوبی ایران است و مرکز آن روستای مهیار می‌باشد. بر پایه سرشماری عمومی نفوس و مسکن در سال ۱۳۹۰ جمعیت این دهستان ۴۶۱۰ نفر (در ۱۲۲۹ خانوار) بوده‌است.